# Peter Hellenbrand
Peter Leonard (Peter) Hellenbrand (Brunssum, 7 december 1985) is een Nederlands schutter. Hij kwam voor Nederland uit bij een aantal grote internationale wedstrijden. Zo nam hij in 2012 deel aan de Olympische Spelen.
Sinds 1998 doet hij aan schieten. In 2003 maakte hij zijn internationale debuut in de schietdiscipline luchtdrukgeweer bij de Europese jeugdkampioenschappen in Göteborg. Hij behaalt een zeventiende plaats met 585 punten. In 2011 werd hij vierde bij de wereldbekerwedstrijden in Fort Benning South. Een jaar later evenaarde hij deze klassering bij de wereldbekerwedstrijden in Londen.
In 2012 kwalificeerde hij zich als enige Nederlandse schutter voor de Olympische Spelen van Londen. Hij kwam uit in drie schietdisciplines, namelijk 10m Luchtgeweer, 50m KKG liggend en 50m KKG 3-houdingen. Eerder dat jaar kwam hij nog in het nieuws omdat hij was gediskwalificeerd doordat bij de wereldbekerwedstrijden in München zijn kleding niet aan de voorschriften voldeed.
Hellenbrand studeerde af aan de Hogeschool Zuyd in Heerlen aan de Facility Management-faculteit. Hij woont in Brunssum.

## Palmares

### Luchtgeweer
- 2003: 17e EK junioren in Göteborg - 585 p
- 2004: 29e EK junioren in Györ - 584 p
- 2005: 6e EK junioren in Tallinn - 592 p
- 2005: 42e Wereldbeker in München - 591 p
- 2005: 50e Wereldbeker in Milaan - 585 p
- 2008: 68e Wereldbeker in München - 587 p
- 2008: 53e Wereldbeker in Milaan - 587 p
- 2009: 11e Wereldbeker in München - 596 p
- 2009: 27e Wereldbeker in Milaan - 593 p
- 2010: 46e EK in Meråker - 586 p
- 2010: 44e Wereldbeker in Fort Benning - 588 p
- 2010: 5e Wereldbeker in Belgrado - 596 p
- 2010: 23e Wereldbeker in München - 594 p
- 2010: 10e Wereldbeker in München - 593 p
- 2011: 23e EK in Brescia - 592 p
- 2011: 6e Wereldbeker in Sydney - 595 p
- 2011: 29e Wereldbeker in Changwon - 592 p
- 2011: 4e Wereldbeker in Fort Benning - 597 p
- 2011: 7e Wereldbeker in München - 596 p
- 2012: 10e EK in Vierumaki - 596 p
- 2012: 4e Wereldbeker in Londen - 597 p
- 2012: 19e Wereldbeker in Milaan - 595 p
- 2012: 5e Olympische spelen in Londen - 699,8 p

### Klein kaliber geweer
- 2008: 56e Wereldbeker in München - 592 p + 1163 p
- 2010: 71e WK in München - 582 p + 1161 p
- 2011: 50e Wereldbeker in Sydney - 585 p + 1161 p
- 2011: 54e Wereldbeker in Changwon - 579 p + 1154 p
- 2011: 41e EK in Belgrado - 593 p + 1154 p